# La Mano Negra
Pour le groupe de musique, voir Mano Negra.

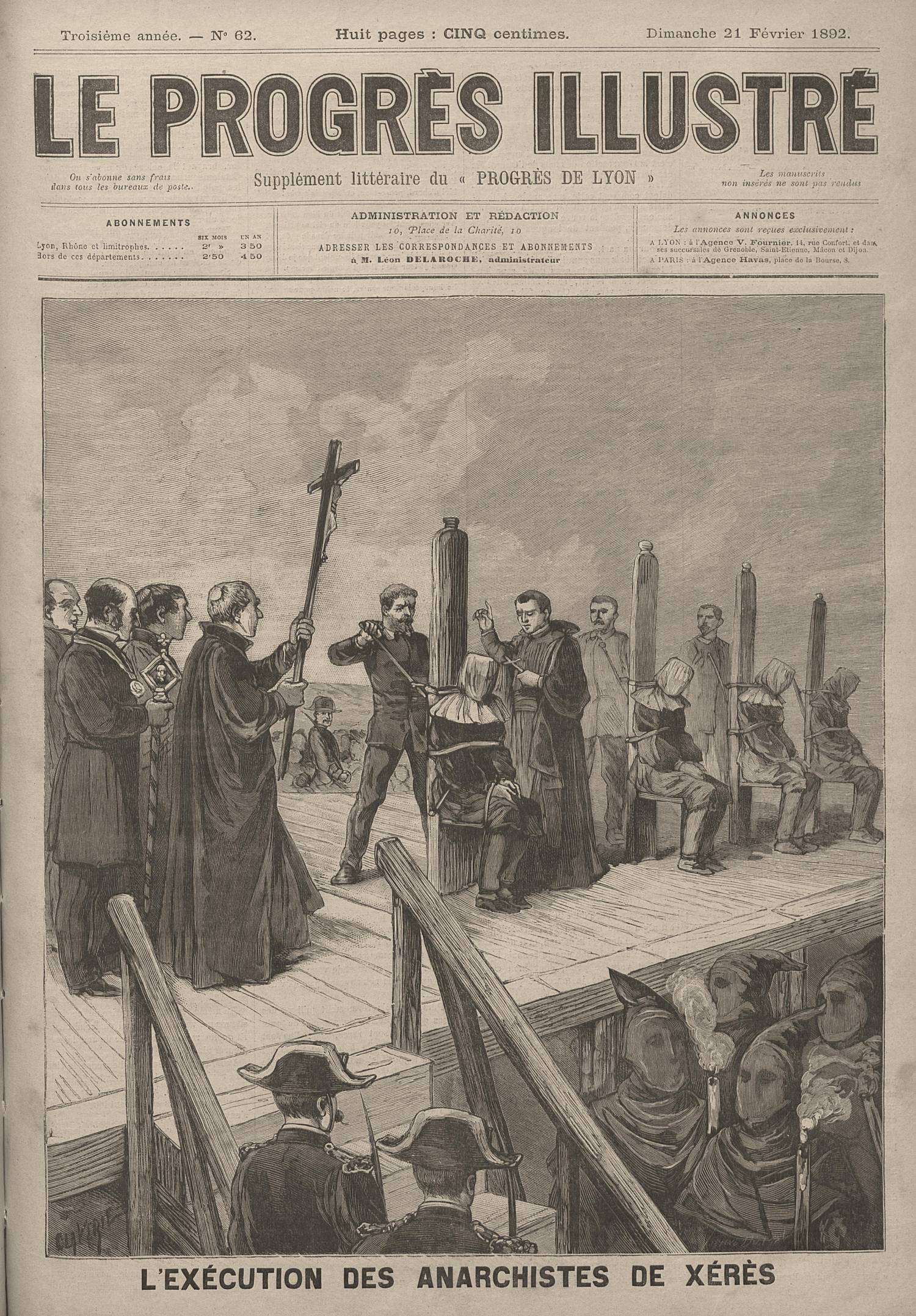
Exécution des anarchistes de Xérès. Illustration du journal français Le Progrès Illustré.

La Mano Negra (« La Main Noire » en espagnol) est une prétendue organisation anarchiste secrète et violente, qui aurait agi en Andalousie à la fin du XIXe siècle et à laquelle on attribua des assassinats ainsi que des incendies de récoltes ou de bâtiments.

## Présentation
Des pressions furent exercées sur plusieurs témoins, qui firent des aveux impliquant les inculpés. On considéra comme preuve valable un bout de papier trouvé au milieu des montagnes avec la liste des membres supposés de la Mano Negra. En dépit de l'absence de preuves formelles et du fait que les groupes anarchistes de la zone aient affirmé n'avoir aucun lien avec cette organisation, les forces de l'ordre espagnoles menèrent une répression féroce motivée par quatre crimes commis entre la fin de 1882 et le début de 1883 qui déboucha sur la condamnation à mort de quinze paysans ; sept d'entre eux furent exécutés sur la Place du Marché de Jerez de la Frontera le 14 juin 1884.
L'existence de cette organisation a été remise en question dès l'éclatement de l'affaire et n'a toujours pas reçu d'éclairage satisfaisant.
Des études continuent d'être menées sur ce thème ; une théorie très diffusée dans les milieux académiques affirme qu'il s'agit d'une invention dans le style du false flag ou d'une manipulation du gouvernement de Sagasta pour réprimer les révoltes paysannes du sud de l'Espagne, comme cela fut déjà insinué par Vicente Blasco Ibáñez dans son roman sociologique de 1905 La Bodega,,. Néanmoins, Clara E. Lida remet en cause ces théories. Elle suggère notamment que l'existence réelle de la Mano Negra ne doit pas être discutée sur la période 1882-1883, pendant laquelle elle n'existe peut-être plus et sert effectivement de justification à la répression policière, mais plutôt dans une période antérieure (à partir de 1874) pendant laquelle la FTRE et le mouvement anarchiste espagnol étaient contraints à la clandestinité.

### Radio
- Jean Lebrun, Philippe Pelletier, Les anarchistes : le moment terroriste, et après ?, France Inter, 26 novembre 2015, écouter en ligne.